# Garance Meyer
 Garance Meyer, née le 13 juin 2004 à Annecy, est une  skieuse alpine française.

## Biographie
Elle est originaire de Cuvat en Haute-Savoie.
En mars 2018, elle est vice-championne de France U14 (moins de 14 ans) de slalom à Peyragudes.
En mars 2021, elle devient championne de France U18 (moins de 18 ans) de super G et combiné à Châtel, ainsi que vice-championne de France U18 de descente et de slalom.
Elle intègre l'équipe de France juniors à partir de la saison 2021-2022. En décembre 2021, dans le cadre du programme de parrainage Étoiles du sport, elle est associée à Julien Lizeroux. En mars 2022, elle réalise l'exploit unique de faire le grand chelem aux championnats de France U18 en remportant les 5 épreuves à Auron : descente, super G, slalom géant, slalom et combiné. Le 2 avril elle remporte le Super Slalom à La Plagne.
Elle fait ses débuts en Coupe d'Europe fin novembre 2022 dans le slalom de Mayrhofen. En janvier 2023, âgée seulement de 18 ans, elle participe à ses premiers championnats du monde juniors U21 à Saint-Anton. Elle y prend notamment la 9e place de la descente et la 10e du géant. Début février elle marque ses premiers points en Coupe d'Europe dans la descente de Châtel. Le 23 mars 2023, elle réalise une très belle performance aux championnats de France Elite aux Orres en devenant vice-championne de France de descente derrière Anouck Errard. Elle y est aussi sacrée championne de France U21 (moins de 21 ans) de descente.
Fin janvier 2024, elle obtient son premier top-15 en coupe d'Europe en se classant 12e de la première descente d'Orcières-Merlette. Le lendemain dans la seconde descente elle décroche son premier podium de coupe d'Europe en prenant une très belle 3e place. Fin janvier, elle dispute ses seconds championnats du monde juniors. À Châtel, elle s'y classe 5e du super G et 11e de la descente,. Elle termine la saison à la 19e du classement général de la coupe d'Europe de descente. Début avril elle est sacrée Chapionne de France de super G Élite à Avoriaz. Elle devient aussi championne de France U21 de super G à Avoriaz, vice-championne de France U21 de slalom et de slalom géant à Megève.
En décembre 2024, elle obtient le meilleur résultat de sa saison de coupe d'Europe 2024-2025 avec une 10e place dans la descente de Saint-Moritz. En février et mars 2025 elle participe à ses troisième mondiaux juniors, dans la station italienne de Tarvisio. Elle y obtient d’abord la médaille de Bronze en descente, derrière les Suisses Stefanie Grob et Jasmin Mathis (it). Puis en équipe avec Léonie Carroz, elle termine à la neuvième place du combiné par équipe : une manche de descente ou elle termine quatrième, puis une manche de slalom courue par Léonie Carroz. Le même jour elle termine au pied du podium du super G remporté par la Suisse Jasmin Mathis. Puis le dimanche 2 mars elle est titrée dans l'épreuve du parallèle par équipes mixte, au côté de June Brand, Arthur Heude et Jonas Skabar (it),. Elle termine sa saison à la 18e place du classement de la coupe d'Europe de descente. Début avril, aux championnats de France à Méribel, elle termine au pied du podium avec une quatrième place dans la descente. Elle est aussi championne de France U21 de descente.

## Palmarès

### Championnats du monde juniors
Garance Meyer participe à trois éditions des Championnats du monde juniors de ski alpin, de 2023 à 2025 et remporte la médaille de bronze en descente puis le titre en parallèle par équipe en 2025,.
| Épreuve / Édition              | Descente | Super G | Slalom géant | Slalom | Combiné | Team event |
| Mondiaux 2023 Saint-Anton      | 9e       | 17e     | 10e          | 17e    | -       | -          |
| Mondiaux 2024 Portes du soleil | 11e      | 5e      | -            | DNF1   | Ab.     | -          |
| Mondiaux 2025 Tarvisio         | Bronze   | 4e      | 21e          | 25e    | 9e      | Or         |

### Coupe d'Europe
- Premier départ en coupe d'Europe : le 29 novembre 2022 lors du slalom de Mayrhofen (abandon en première manche)[20].
- 49 épreuves disputées (à fin mars 2025)[20].
- 7 tops-15 dont 1 podium[21]:
  - troisième de la descente d'Orcières le 24 janvier 2024.

#### Classements
| Saison / Épreuve | Saison / Épreuve | Général | Général | Descente | Descente | Super G | Super G | Géant  | Géant  | Slalom | Slalom | Combiné | Combiné |
| ---------------- | ---------------- | ------- | ------- | -------- | -------- | ------- | ------- | ------ | ------ | ------ | ------ | ------- | ------- |
| Saison / Épreuve | Saison / Épreuve | Class.  | Points  | Class.   | Points   | Class.  | Points  | Class. | Points | Class. | Points | Class.  | Points  |
| 2022-2023        | 2022-2023        | 147e    | 10      | 50e      | 2        | 66e     | 2       | -      | -      | -      | -      | –       | –       |
| 2023-2024        | 2023-2024        | 66e     | 113     | 19e      | 107      | -       | -       | 62e    | 6      | -      | -      | –       | –       |
| 2024-2025        | 2024-2025        | 61e     | 137     | 18e      | 62       | 40e     | 59      | 62e    | 16     | -      | -      | –       | –       |

### Championnats de France

#### Élite
Garance Meyer participe aux Championnats de France de ski alpin élite depuis 2021.
En 2024 elle est sacrée championne de France en super G à Avoriaz devant camille Cerutti et Tifany Roux.
| Édition / Epreuve                               | Descente | Super-G | Slalom géant | Slalom | Super combiné | Parallèle |
| ----------------------------------------------- | -------- | ------- | ------------ | ------ | ------------- | --------- |
| Championnats 2021 Saint-Jean-d'Aulps / Les Gets | 14e      | 13e     | 26e          | 11e    | 11e           | -         |
| Championnats 2022 Auron                         | 11e      | 13e     | 22e          | 9e     | 9e            | -         |
| Championnats 2023 Les Orres                     | Argent   | 13e     | 14e          | 5e     | -             |           |
| Championnats 2024 Avoriaz / Megève              | annulée  | Or      | 8e           | 9e     | -             | -         |
| Championnats 2025 Méribel                       | 4e       | Abandon | 17e          | -      | -             | -         |

#### Jeunes
Garance Meyer participe aux différents championnats de France jeunes depuis la catégorie benjamin (moins de quatorze ans). Elle totalise dix titres de Championne de France, avec une édition 2022 remarquable des championnats de France de moins de dix-huit ans ou elle remporte l'intégralité des cinq courses : descente, super G, slalom géant, slalom et combiné.

##### Juniors U21 (moins de 21 ans)
2025 à Méribel :
- Championne de France de descente à Méribel

2024 :
- Championne de France de super G à Avoriaz
- Vice-championne de France de slalom géant à Megève
- Vice-championne de France de slalom à Megève

2023 aux Orres
- Championne de France de descente
- 3e des championnats de France de super G
- 3e des championnats de France de slalom

2022 à Auron :
- 3e des championnats de France de descente
- 3e des championnats de France de combiné

##### U18 (moins de 18 ans)
2022 à Auron :
- Championne de France de descente
- Championne de France de super G
- Championne de France de slalom géant
- Championne de France de slalom
- Championne de France de combiné

2021 :
à Châtel :  
- Championne de France de super G
- Championne de France de combiné
- Vice-championne de France de descente

aux Gets :
- Vice-championne de France de slalom

à Saint-Jean-d'Aulps :
- 3e des championnats de France de slalom géant

##### Benjamines U14 (moins de 14 ans)
2018 à Peyragudes :
- Vice-championne de France de slalom